# Tangram

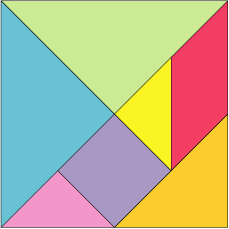
Diagram

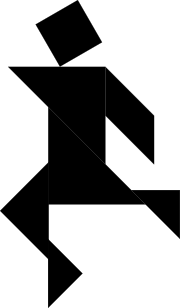
Tangramstukjes in een figuur gelegd: een mannetje

Een tangram, Chinees: 七巧板, Hanyu pinyin: qī qiǎo bǎn, is een puzzel die oorspronkelijk uit China komt. De puzzel bestaat uit zeven stukjes, de tans, die samen volgens de afbeelding hiernaast eerst een vierkant vormen.
Deze stukken zijn:
- 5 rechthoekige, gelijkbenige driehoeken van drie verschillende grootten:
  - 2 grote driehoeken 1/4
  - 1 middelgrote driehoek 1/8
  - 2 kleine driehoeken 1/16
- 1 vierkant 1/8
- 1 parallellogram 1/8

Het tweede getal is het oppervlak van een stukje. Met deze stukken kan een groot aantal figuren worden gevormd. Volgens de regels van het spel moeten alle stukjes worden gebruikt. De puzzel is de koop in de winkel, maar kan ook heel makkelijk zelf worden gemaakt door bovenstaande afbeelding te tekenen op een vierkant stuk papier of hout en de vormen daarna uit te knippen of uit te zagen.
De naam tangram is mogelijk afgeleid van twee woorden: het Chinese woord Tang van de Tang-dynastie en het Griekse woord γράμμα, gramma, geschreven karakter.

## Geschiedenis
Tangram is in China bedacht. De puzzel bereikte de westerse wereld voor het eerst in februari 1816, toen de Amerikaanse kapitein M Donnaldson het spel naar de Verenigde Staten meenam aan boord van zijn schip Trader. Donnaldson had zelf in 1815 het spel leren kennen toen hij in Kanton een paar van Sang-Hsia-koi's Tangram boeken kreeg. De puzzel won al snel populariteit door het boek The Eighth Book Of Tan, waarin een fictieve geschiedenis van de puzzel werd uitgediept. Tangram zou 4000 jaar geleden door de god Tan zijn bedacht. Het boek bevatte 700 voorbeeld figuren.
Tangram bereikte vanuit Amerika het Verenigd Koninkrijk en van daaruit het Europese vasteland. In Europa werd de puzzel populair door twee Engelse boeken: The Fashionable Chinese Puzzle en Key. Al snel werd Tangram in grote aantallen vanuit China naar Europa geëxporteerd. Deze Tangramspellen waren gemaakt van onder andere hout, glas en zelfs schildpad. Tangram werd omstreeks 1818 in Denemarken in korte tijd populair als gevolg van de boeken Mandarinen, geschreven door een student aan de Universiteit van Kopenhagen, en Det nye chinesiske Gaadespil, waarin 339 Tangram figuren stonden.

## Websites
- tangram spelen op de computer
- Tangram, 2003. gearchiveerd